# Iso Rae
Iso Rae, née à Melbourne en 1860 et morte à Brighton en 1940, est une peintre et dessinatrice impressionniste australienne.
Formée à la National Gallery of Victoria Art School de Melbourne par Frederick McCubbin et Jane Sutherland, Rae se rend en France en 1887 avec sa famille et y passe la majeure partie de sa vie. Membre de longue date de la colonie artistique d'Étaples, Rae vit dans ou près du village d'Étaples des années 1890 jusqu'aux années 1930. Pendant cette période, Rae expose ses peintures à la Royal Society of British Artists, à la Royal Institute of Oil Painters et au Salon de Paris. Pendant la Première Guerre mondiale, elle est membre du détachement d'aide volontaire et travaille pendant toute la guerre au camp de base de l'armée d'Étaples. Elle et Jessie Traill sont les seules femmes australiennes à vivre et à peindre en France pendant la guerre, mais elles ne sont pas incluses dans le premier groupe d'artistes de guerre officiels australiens (en). Après l'arrivée au pouvoir d'Hitler, Rae s'exile dans le sud-est de l'Angleterre, où elle est meurt en 1940.

## Biographie

### Jeunesse et formation en Australie puis en France
Iso Rae naît à Melbourne en Australie le 18 août 1860. Elle est la plus jeune fille d'émigrants écossais : Thomas Rae, fabricant, et son épouse Janet Love.
Rae étudie à la National Gallery of Victoria Art School de 1877 à 1887, où elle a comme professeurs George Folingsby et Oswald Rose Campbell. Rae a un certain succès académique lors des expositions étudiantes, recevant des prix et la reconnaissance du jury à plusieurs reprises, aux côtés de ses camarades comme Rupert Bunny, John Longstaff (en), Frederick McCubbin, Jane Sutherland et May Vale,. Rae rejoint et expose avec la Victorian Artists Society (en) entre 1881 et 1883.

### Début de carrière à la colonie d'artistes d'Étaples

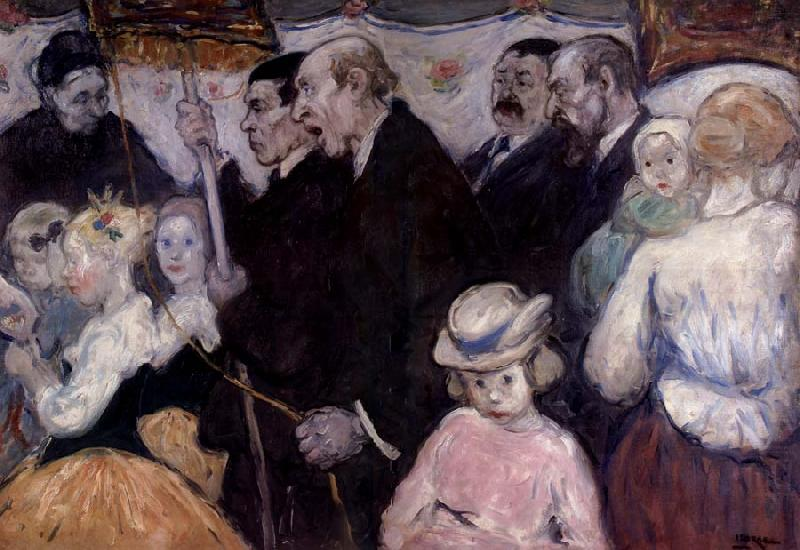
Procession à Étaples
(1913, collection publique).

En 1887, Rae se rend en France et s'installe à Paris avec sa mère Janet et sa sœur Alison. Elles y vivent pendant trois ans, avant que la famille ne déménage dans la colonie d'artistes du village de pêcheurs d'Étaples, dans le nord de la côte française.
Au cours de cette première partie de sa carrière, Rae expose des œuvres en Australie et en Nouvelle-Zélande, tout en restant en Europe. Parmi ces expositions, la « New Zealand and South Seas Exhibition » (« exposition de la Nouvelle-Zélande et des mers du Sud ») à Dunedin en 1889 et la Victorian Artists' Society de 1896, où elle présente plusieurs de ses paysages.
Iso Rae devient une résidente permanente de la colonie d'Étaples. Là, elle travaille aux côtés d'un certain nombre d'autres artistes australiens, dont Hilda Rix Nicholas, Rupert Bunny, James Peter Quinn, Edward Officer, ainsi qu'avec d'autres qui se sont intéressés au travail des Australiens, comme le Français Jules Adler,.
À la fin des années 1890, Rae expose régulièrement à la Royal Society of British Artists et à la Society of Oil Painters. Ses tableaux représentent souvent des scènes de tous les jours : elle remporte le troisième prix de son année de fin d'études avec une peinture « d'un colporteur chinois montrant ses marchandises à deux filles se tenant devant la porte de la cuisine », tandis que deux décennies plus tard, elle expose en Australie un tableau d'une fille de la classe ouvrière charriant de l'eau au crépuscule.
Tout en vivant à Étaples, Rae expose régulièrement au Salon de Paris, et son succès est rapporté dans la presse australienne. Elle y expose des œuvres à de nombreuses reprises, notamment en 1908, 1909, 1910, 1911, 1912, 1913 et 1914. Par la suite, des tableaux de sa sœur sont également exposés,,.

### Première Guerre mondiale

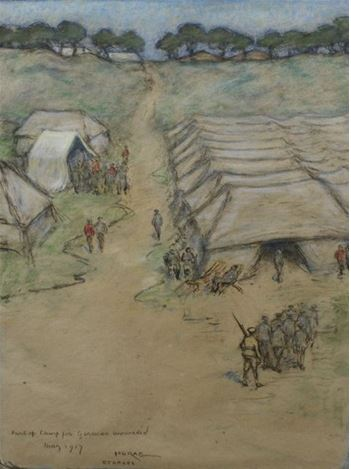
Camp for the German Wounded (1917, coll. priv.).

Lorsque la Première Guerre mondiale éclate en 1914, certains Australiens, dont Hilda Rix Nicholas, fuient en Angleterre. Mais Iso Rae et Jessie Traill rejoignent le détachement d'aide volontaire. Elle travaille dans les hôpitaux, y compris dans un centre de convalescence à Roehampton (banlieue de Londres) en mai 1915, puis plus tard dans un hôpital militaire à Rouen, en France,. Traill et Rae deviennent les seules femmes artistes australiennes à dépeindre la guerre en étant en France,. Lorsqu'en 1918, l'Australie nomme pour la première fois des artistes de guerre officiels (en), seize hommes sont choisis ; pourtant en France toute la durée du conflit, elles n'en font pas partie.
Elle documente néanmoins de manière prolifique l'expérience de la guerre dans sa ville de résidence, créant plus de deux cents dessins. La plupart d'entre eux représentent le camp de base de l'armée d'Étaples, « le plus grand du genre jamais établi à l'étranger par les Britanniques », qui, à son zénith, abritait environ 100 000 personnes, y compris des services hospitaliers pouvant accueillir jusqu'à 22 000 patients. La plupart des dessins sont des scènes nocturnes, peut-être parce que pendant la guerre, Rae et sa sœur travaillent toutes les deux au détachement d'aide volontaire et ont peu de temps libre pendant la journée. Peu de ces œuvres ont été acquises par des galeries publiques : l'historienne de l'art Sasha Grishin affirme qu'elles étaient « généralement considérées comme trop intimes, trop personnelles et trop féminines pour être incluses. »

### Exil en Angleterre et mort

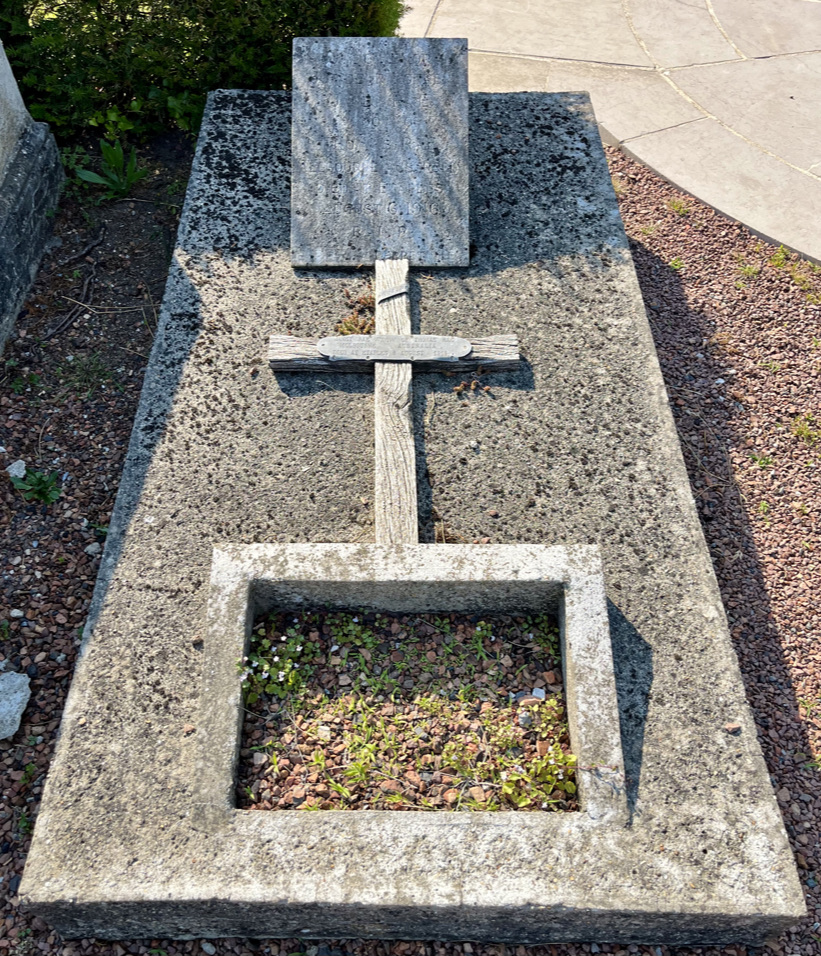
La sépulture de Janet Rae.

La mère de Rae, domiciliée à Étaples, y meurt en 1916 et est inhumée au cimetière du Touquet-Paris-Plage,.
Les sœurs y restent jusqu'aux années 1930, lorsque la montée en puissance d'Hitler les incite à déménager en Angleterre. Elles s'installent à St Leonards-on-Sea, une ville balnéaire dans le sud du pays.
Iso Rae meurt à l'hôpital psychiatrique de Brighton le 16 mars 1940 à l'âge de 79 ans.

## Œuvre
La conservatrice de musée Betty Snowden a passé en revue la collection de dessins d'Iso Rae de la Première Guerre mondiale. Elle a observé l'influence du mouvement postimpressionniste auquel Rae a été exposée lors de son arrivée en France, et son attention sur la régimentation et les tensions de la vie dans les camps. Snowden a écrit :

« Dans ses dessins, elle utilise des contours noirs remplis de zones plates de couleur, une technique postimpressionniste qui rappelle certains des affichistes français de la fin du XIXe siècle (...) Le motif régulier des hommes, des tentes et des bâtiments dans de nombreuses œuvres suggère le contrôle qui a été imposé par la vaste machine des hommes et la guerre moderne. Dans de nombreux dessins, il y a un fort sentiment d'attente : attendre pour entrer dans la bataille, attendre la fin de la guerre, d'être renvoyé chez soi. »

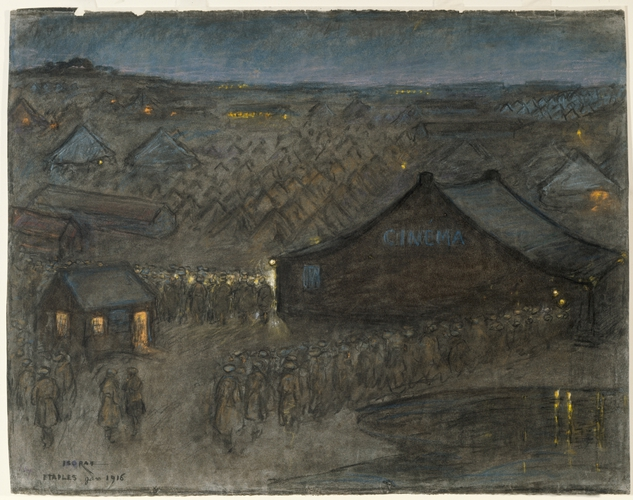
Cinema Queue au camp militaire britannique d'Étaples (1916, Mémorial australien de la guerre).

Le Mémorial australien de la guerre contient onze œuvres d'Iso Rae, dont Cinema Queue (« File d'attente au cinéma »), que Snowden a décrit comme une « scène nocturne dramatique élevée, avec son utilisation d'une forte lumière rougeoyante contre le noir profond de la nuit, et de la gouache sur le pastel utilisée pour mettre en évidence la lueur de lumières dans l'obscurité. La longue file d'attente d'hommes reflète une humeur générale d'attente qui prévaut dans le camp — et suggère qu'ici même le divertissement est sombre et régimenté. »
L'évaluation de l'œuvre d'Iso Rae par les historiens de l'art varie. Elle a été critiquée pour avoir laissé son style impressionniste devenir extrême au point de distraire visuellement le spectateur de ses sujets, mais cette même approche a été considérée par un autre critique comme charmante et présentant « des couleurs harmonieuses et des effets vigoureux ».
Rae n'est pas incluse dans le Dictionary of Women Artists in Australia (« Dictionnaire des femmes artistes en Australie ») de Max Germaine, ni dans The Ladies' Picture Show (« Exposition des tableaux des dames ») de Caroline Ambrus, pas plus que dans le Modernist and Feminism: Australian Women Artists 1900–1940 d'Helen Topliss.
Néanmoins, le marché secondaire des œuvres de Rae a été relativement fort, avec une œuvre vendue en 2012 pour 10 000 euros, contre une estimation pré-enchères des deux tiers de cette somme. Les œuvres de Rae sont conservées dans les collections de la National Gallery of Australia, National Gallery of Victoria, et au Mémorial australien de la guerre déjà mentionné. En dehors de l'Australie, son travail est conservé au musée du Touquet-Paris-Plage,.

## Œuvres dans les collections publiques
- Étaples, musée Quentovic d'Étaples : 
  - Le Tambour de la ville et le garçon brasseur, pastel sur papier[27]
  - Jeune enfant, huile sur toile[28]
  - Étaples, vapeurs sur le pont-rose, huile sur toile[29]
  - Low Tide Etaples, huile sur toile[30]
- Le Touquet-Paris-Plage, musée municipal : 
  - Procession à Étaples, huile sur toile, 1913
  - Les Rogations, huile sur toile, non datée[31]

## Hommage
La ville d'Étaples lui a rendu hommage en donnant son nom à une voie de la commune, la rue Isobel Rae.

## Galerie

Œuvres d'Iso Rae
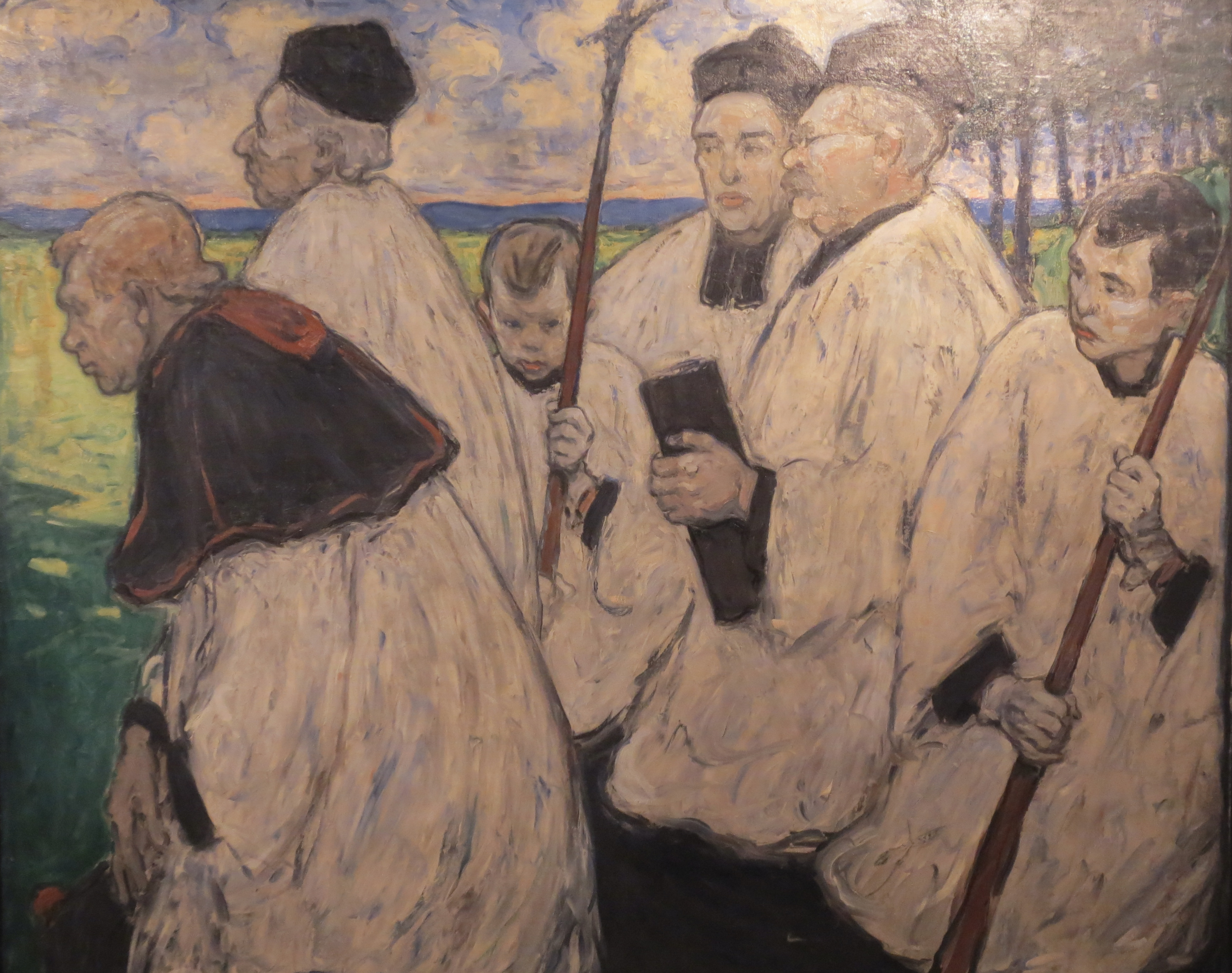
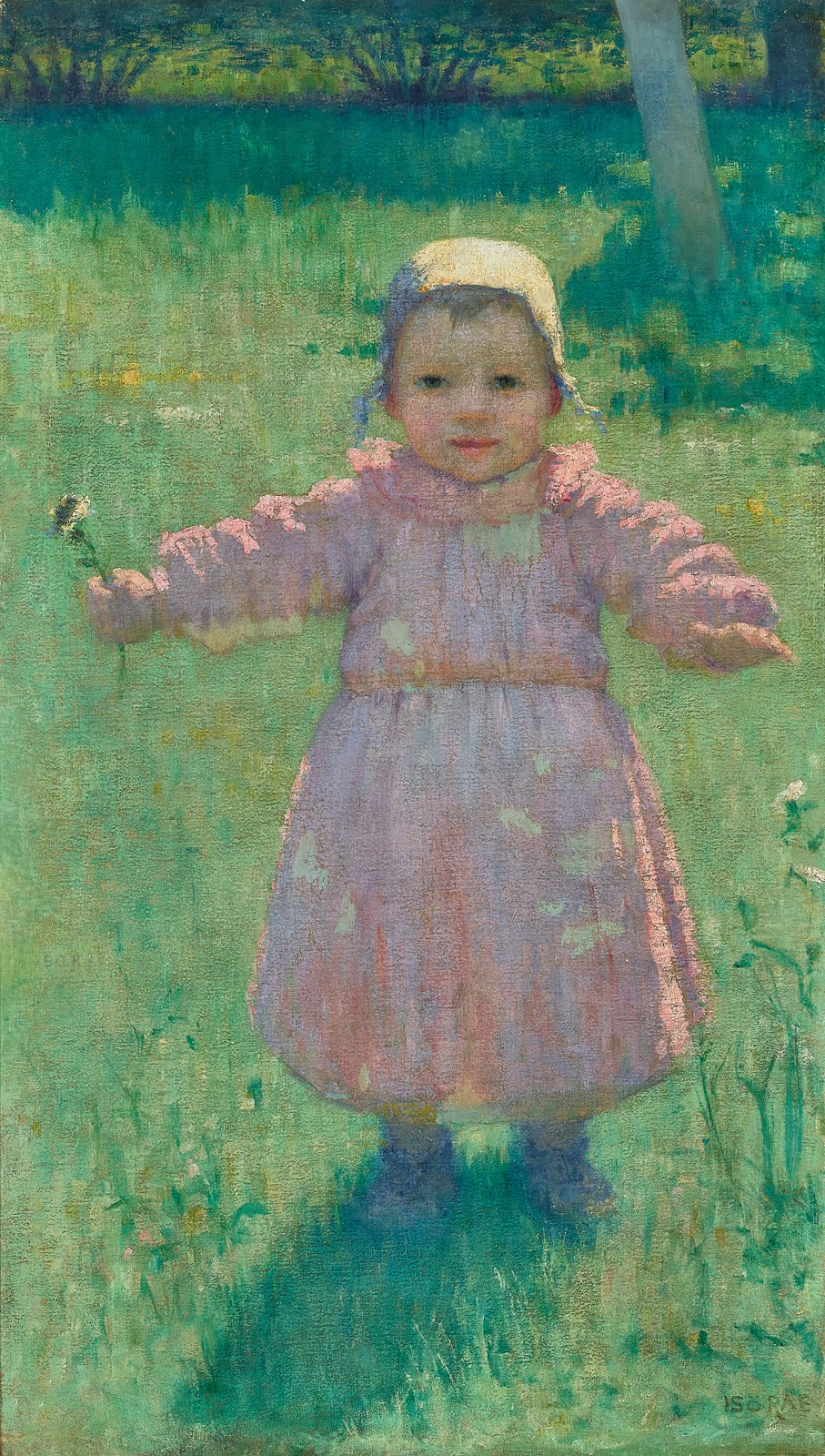
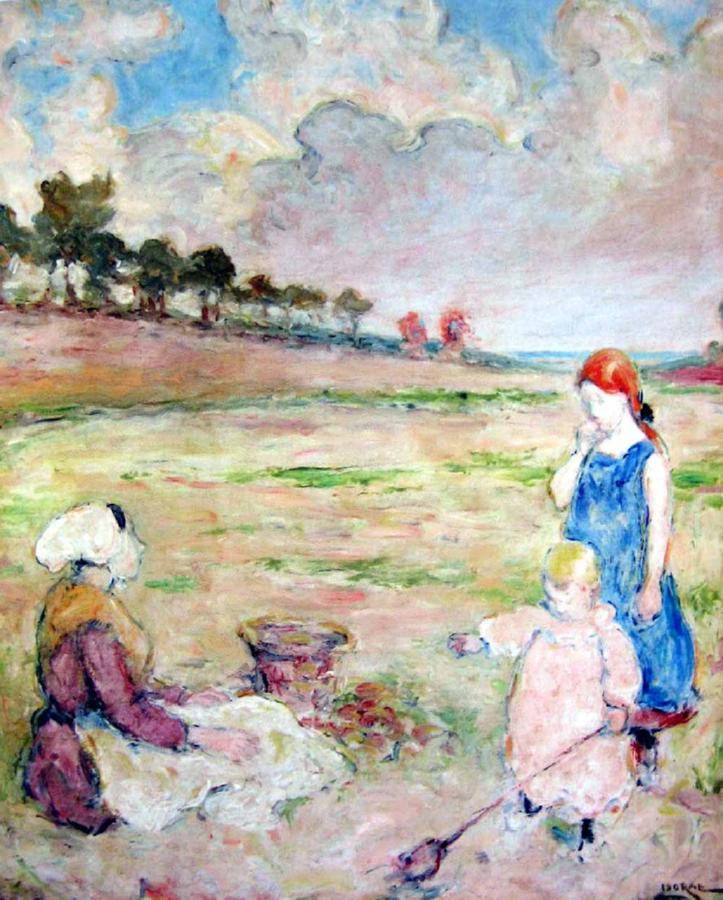
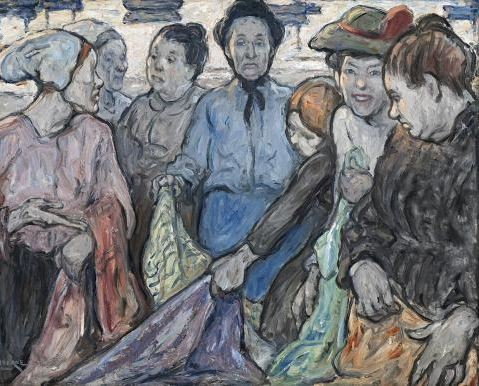
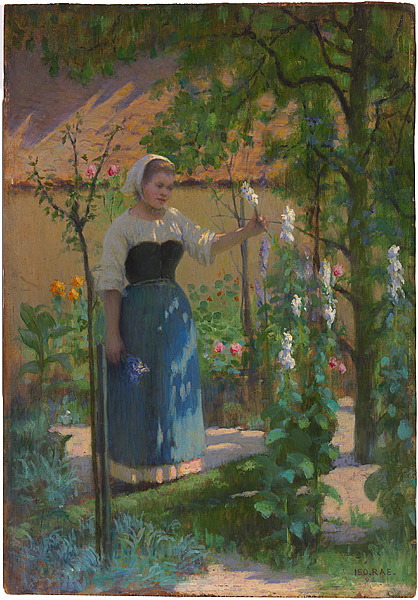
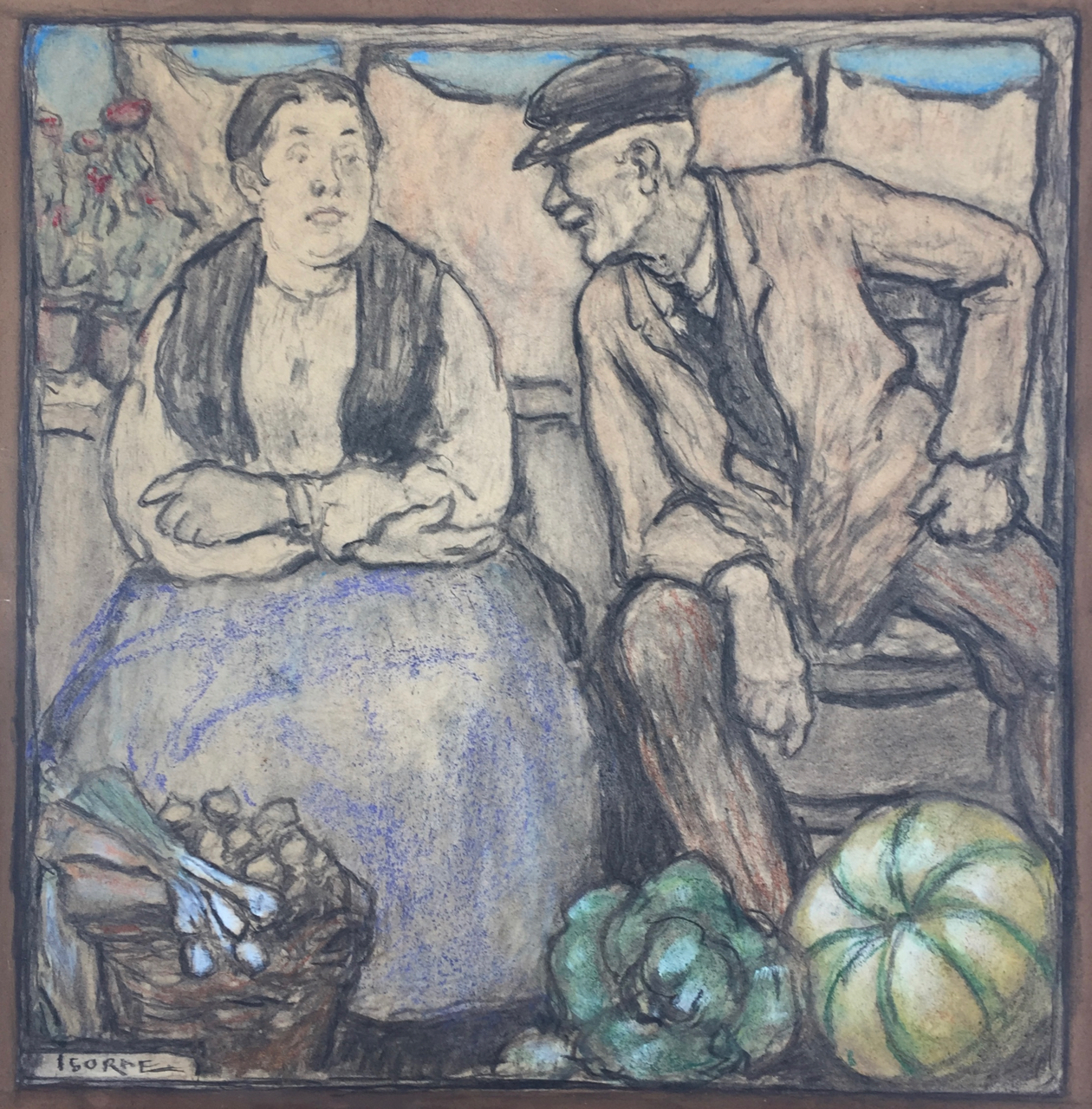
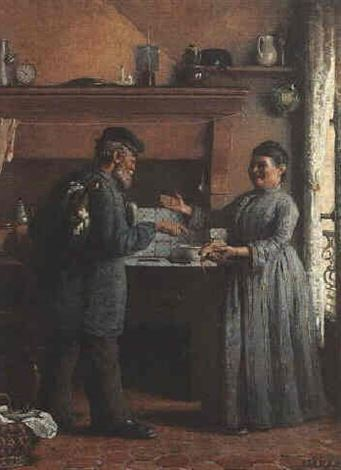
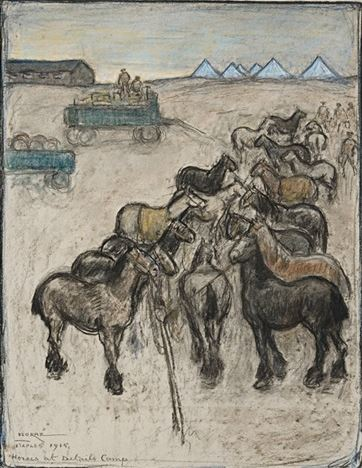
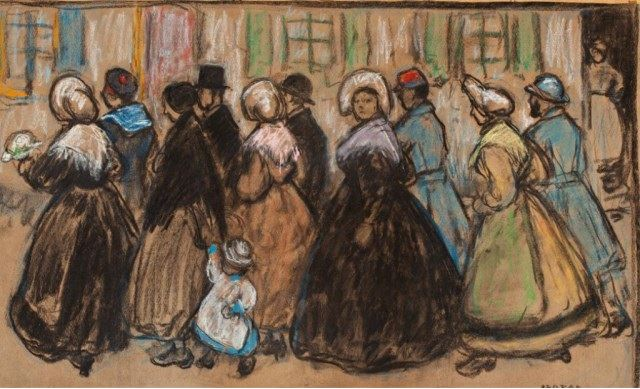